# NGC 7398
NGC 7398 (другие обозначения — PGC 69905, UGC 12225, MCG 0-58-9, ZWG 379.12, NPM1G +00.0612) — спиральная галактика (Sa) в созвездии Рыбы.
Этот объект входит в число перечисленных в оригинальной редакции «Нового общего каталога».